# Mercadillo

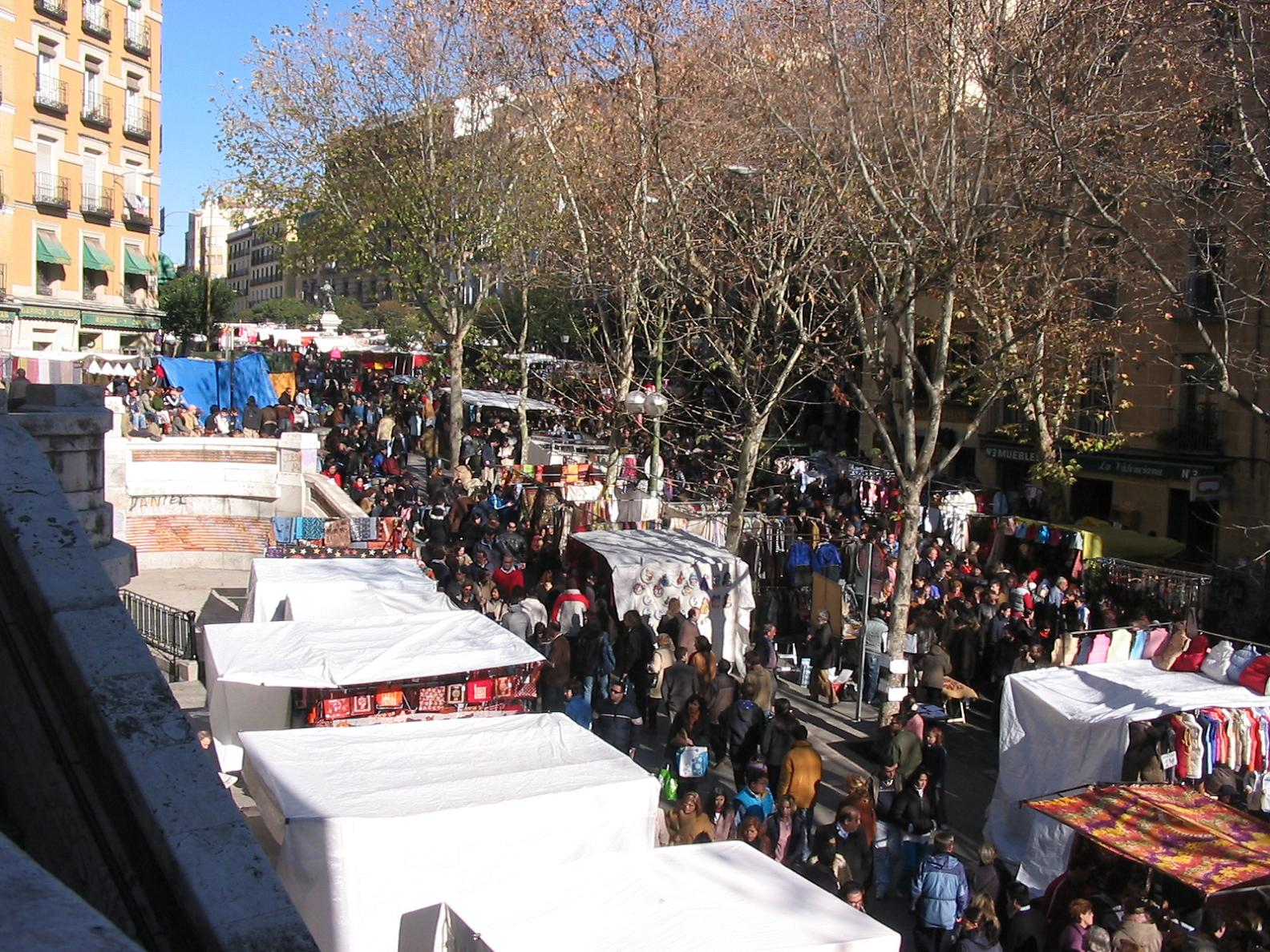
El Rastro de Madrid (España).

Un mercadillo es un mercado ambulante que se instala generalmente al aire libre en uno o varios días determinados de la semana. Otros nombres alternativos son: tianguis o tiangue, mercado sobre ruedas, mercado al aire libre, mercado/feria de (las) pulgas, feria, rastrillo, bazar, feria libre, zoco, pulguero, plaza e incluso mercado de antigüedades, mercado persa, en los casos en los que en ellos se comercia con ese tipo de objetos.
Esta modalidad de «venta ambulante» tiene muy distintas formas dada la gran variabilidad de estos mercadillos (y los productos que ofrecen) alrededor del mundo. Los mercadillos suelen situarse en lugares públicos o cedidos por el ayuntamiento de la localidad tales como plazas, avenidas, aparcamientos, etcétera.
Según el anuario de La Caixa, en 2015 existían 17.999 mercadillos en España.

## Características generales

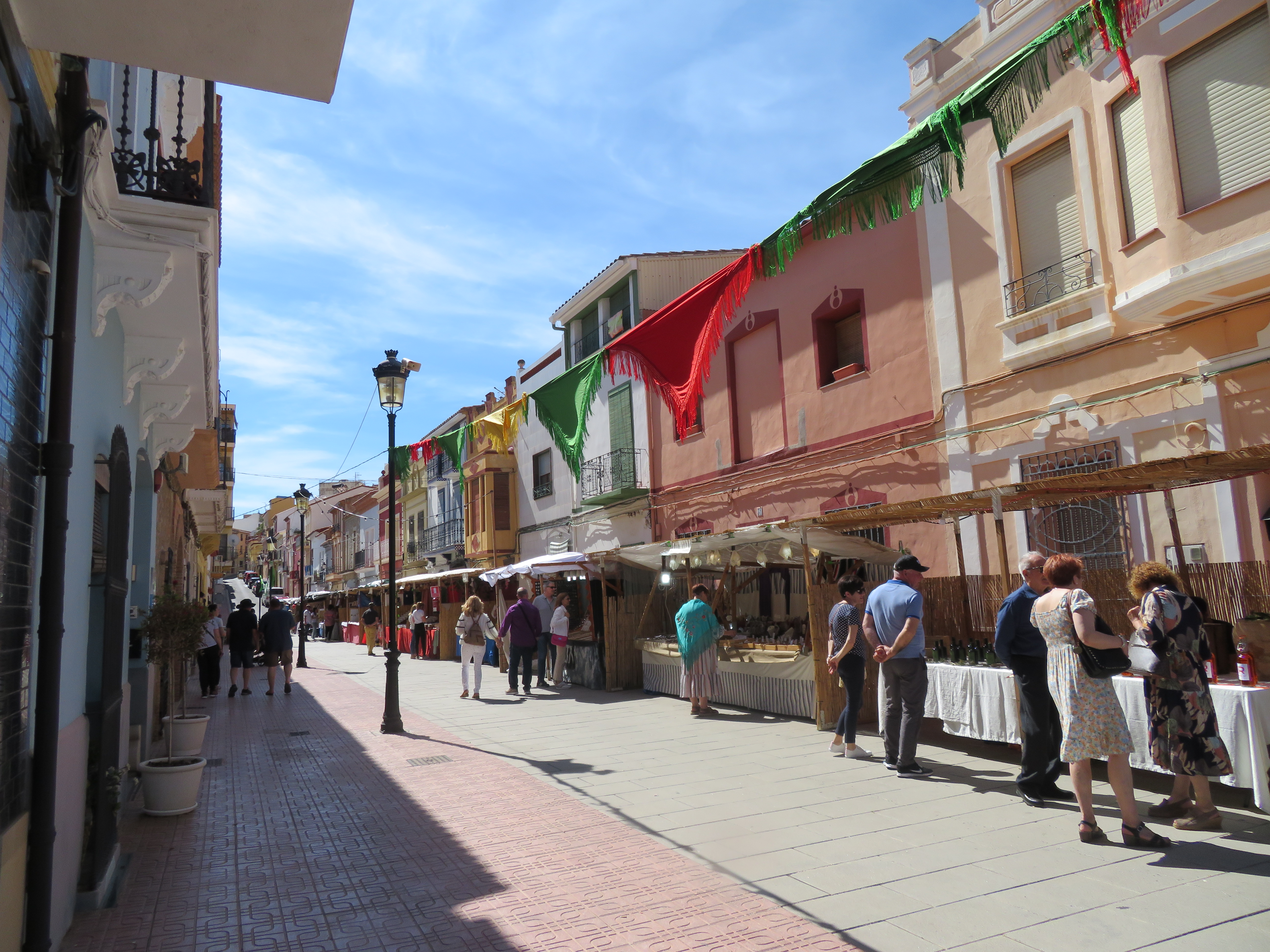
Mercadillo-feria de oficios, costumbres, tradiciones y productos artesanales

Los puestos suelen consistir en tenderetes que están formados por estructuras metálicas desmontables sobre los que se coloca un tablero a modo de mostrador. Sin embargo, también puede colocarse el género sobre mesas plegables o directamente en el suelo sobre mantas, cestas u otros recipientes.
Los productos que se ponen a la venta son de lo más variado: productos alimenticios, prendas de vestir, productos para el hogar, plantas, abalorios, etc. Cada vendedor debe pedir su licencia de venta al ayuntamiento o delegación o municipio, pagar la tasa correspondiente y se le asigna un puesto determinado dentro del recinto.
Los mercadillos gozan de gran aceptación popular por su fama de chollo o regateo, ya que venden productos a menor precio que en los comercios tradicionales. Las razones son variadas:
- Las tasas que pagan los vendedores por instalarse son menores que los comercios tradicionales.
- No tienen que hacer frente a gastos fijos como luz, agua, alquiler de local, aunque pagan un vehículo, normalmente un furgón, y sus gastos como el gas-oil etc. Hoy en día también les obligan casi todos los ayuntamientos a contratar un seguro de responsabilidad civil, pagar las tasas de ocupación de vía pública y de basura industrial, estar dado de alta en el censo de Hacienda y en la Seguridad Social y estar al corriente de los pagos.
- Suelen ser negocios unipersonales o familiares.
- Los artículos puestos a la venta suelen consistir en restos de serie, productos con tara o productos fuera de temporada, antigüedades, excedentes de fabricación que se han comprado directamente a los fabricantes. También venden artículos como cualquier comercio establecido con menor margen de beneficio para atraer el mayor público posible.

A veces, se denomina también mercadillos a los mercados estables con una pequeña superficie de venta.

## Mercadillo solidario
Un mercadillo solidario es un mercado temporal no periódico que se celebra con el fin de recaudar fondos para ONGs, acciones solidarias, ayudas a personas o colectivos desfavorecidos, etc.
En lo básico no difiere de un mercadillo normal, su ubicación suele ser un lugar público cedido por algún organismo público o fundación, aunque puede celebrarse incluso en locales, asociaciones culturales, colegios, recintos cerrados, etc. y sus puestos están construidos con estructuras metálicas o simples tableros conformando mesas. Las diferencias con los mercadillos tradicionales son:
- Los productos a la venta son donaciones de particulares o artesanías realizadas por voluntarios
- Normalmente hay que presentar un dossier al organismo público explicando la finalidad de los fondos que se pretenden recaudar.
- Por su carácter solidario, no es frecuente que se paguen tasas al ayuntamiento.
- Generalmente, los mercadillos solidarios son más pequeños llegando a conformar una sola mesa o puesto
- Su carácter no profesional e incluso improvisado hace que estos se monten en una acera, plaza, descampado, etc. sin pedir permisos ni autorización.

## Galería de imágenes

Ejemplos de mercadillos
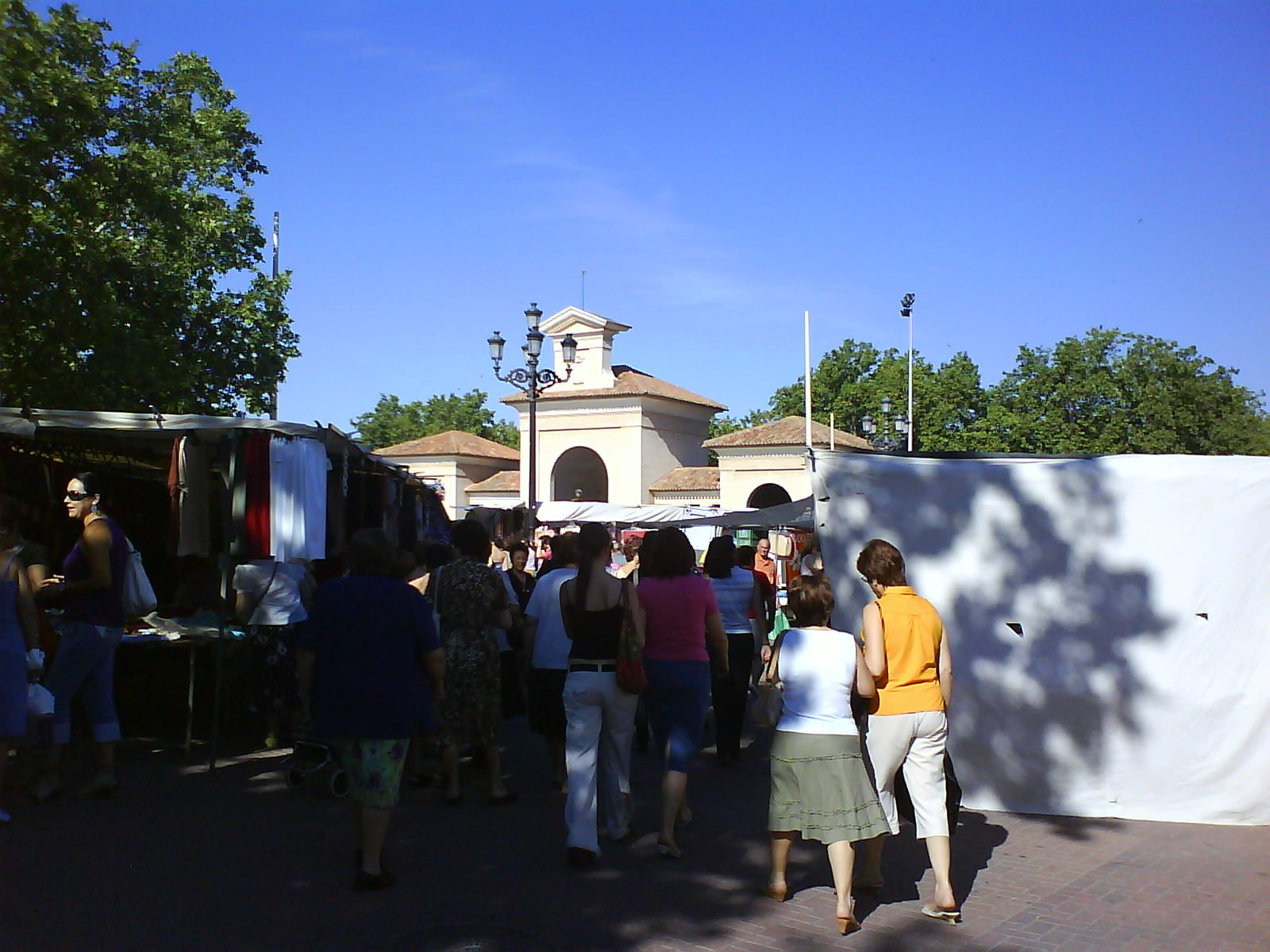
Los Invasores, en Albacete (España)
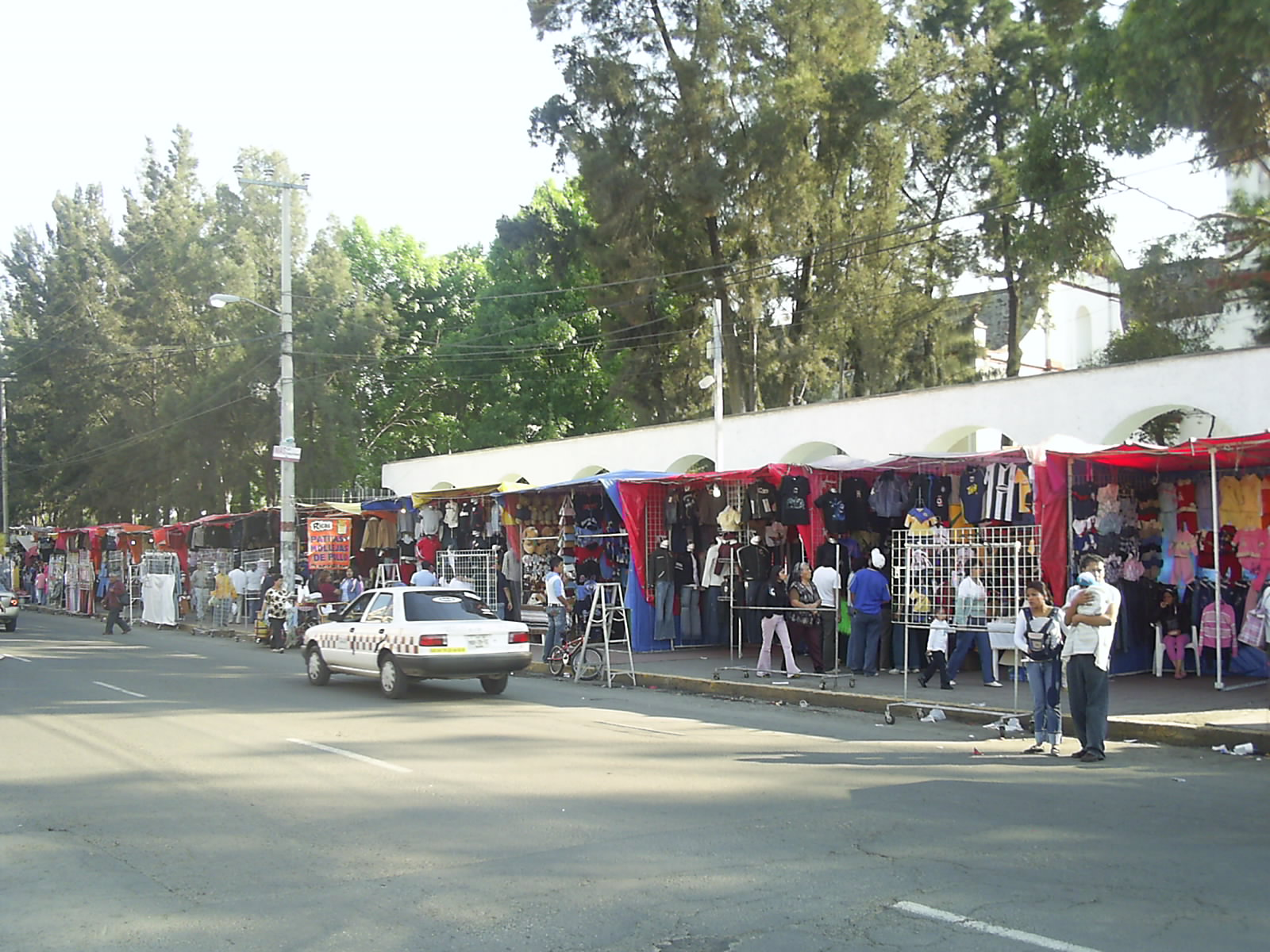
Mercadillo o tianguis en San Cristóbal Ecatepec (México)
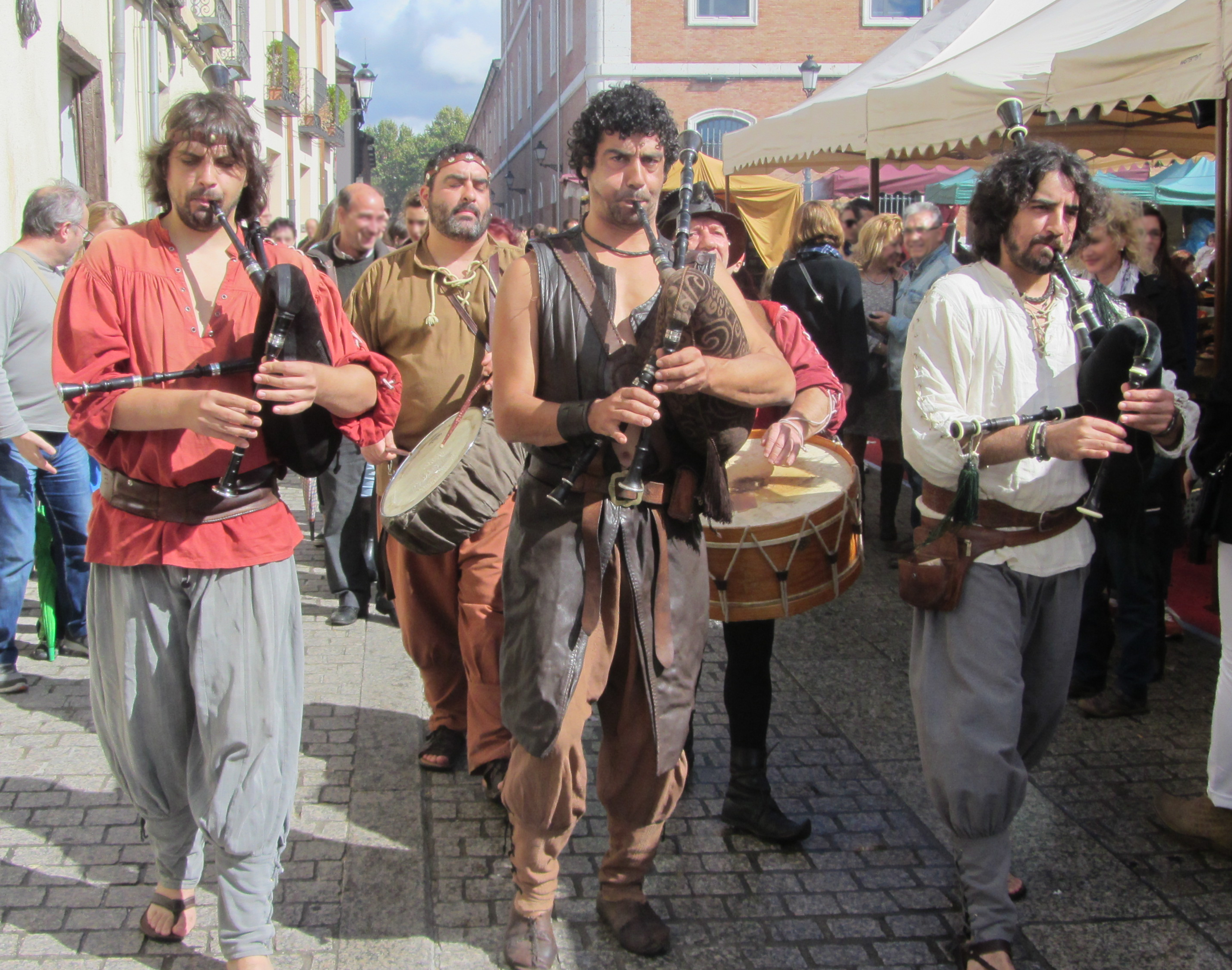
Mercadillo medieval en Alcalá de Henares
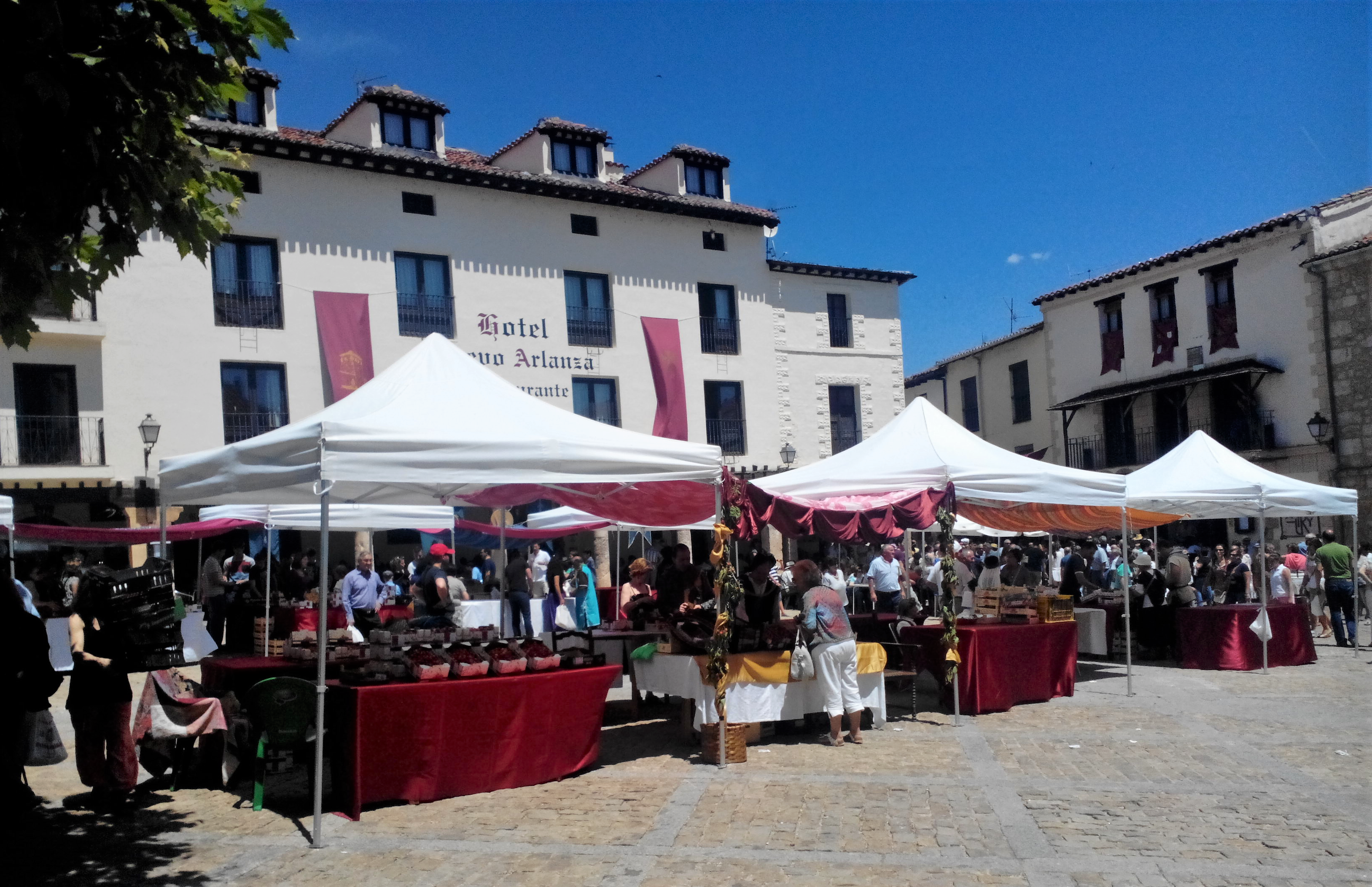
Mercadillo de la cereza en Covarrubias.
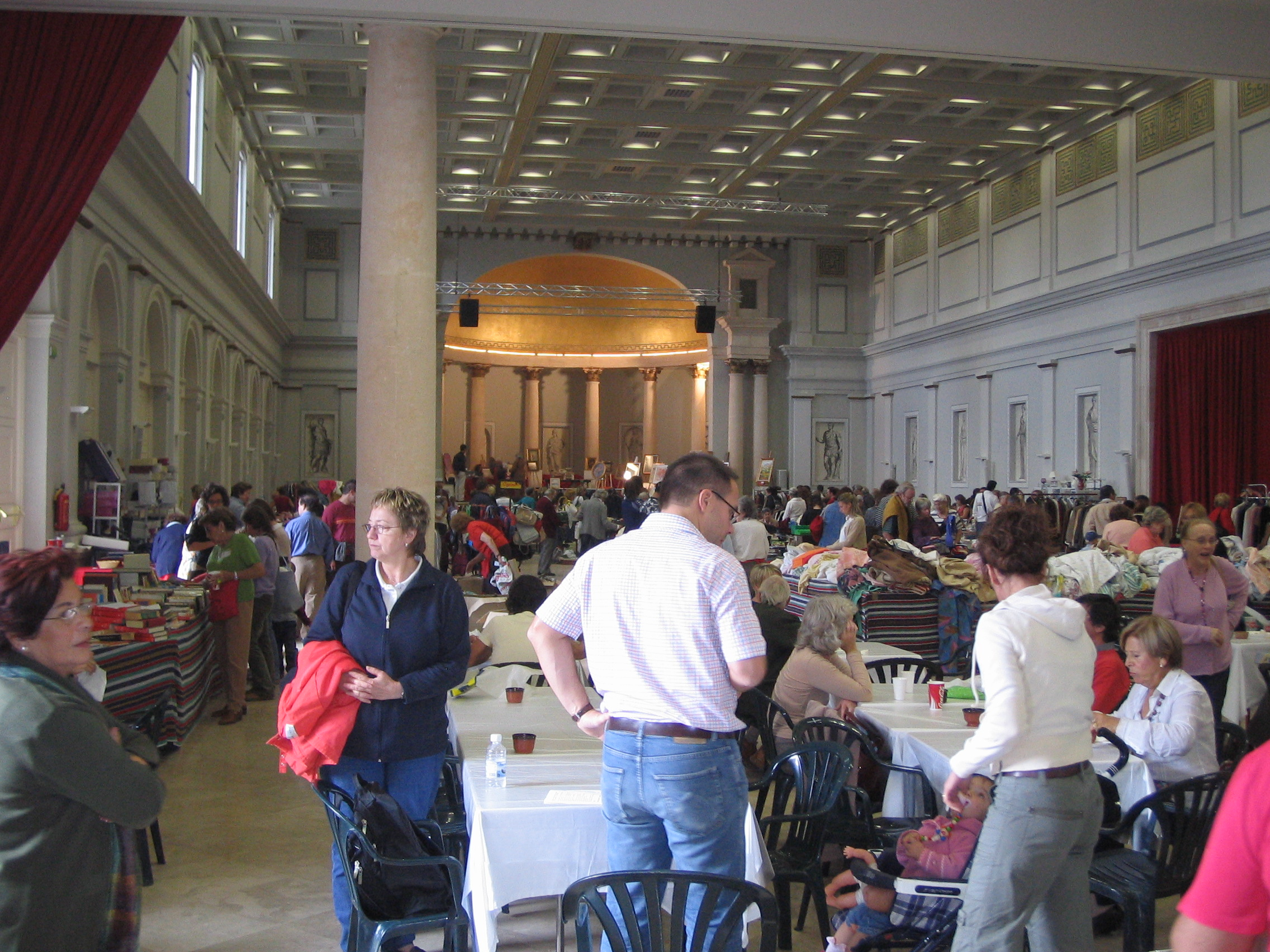
Rastro benéfico en Mallorca (España).
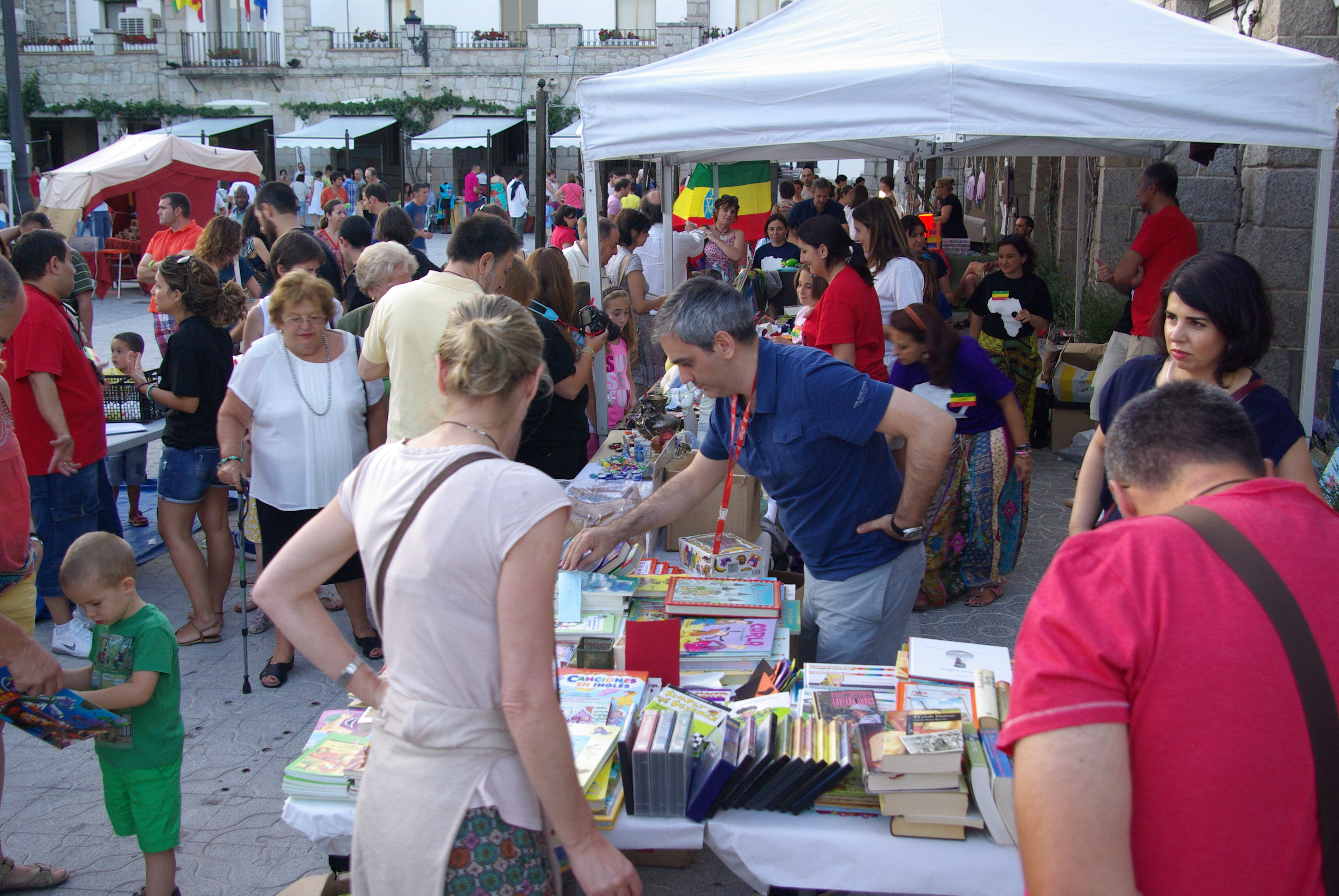
Mercadillo solidario en Hoyo de Manzanares (España)
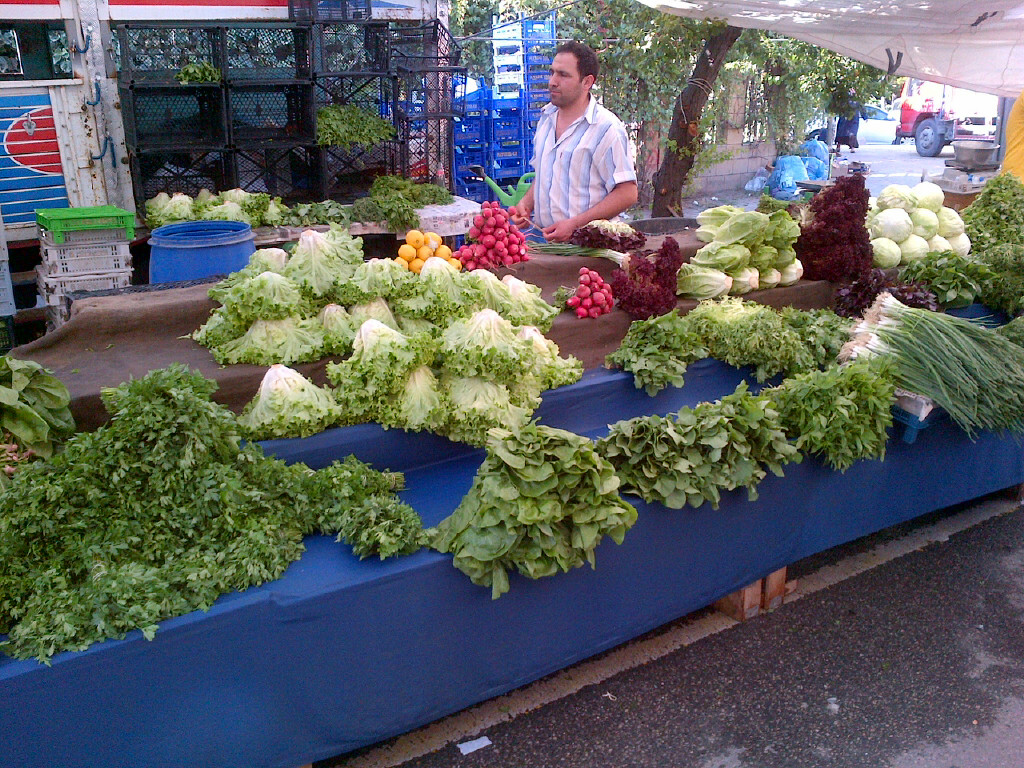
Mercadillo de frutas y verduras en Göztepe (Kadıköy, Estambul)
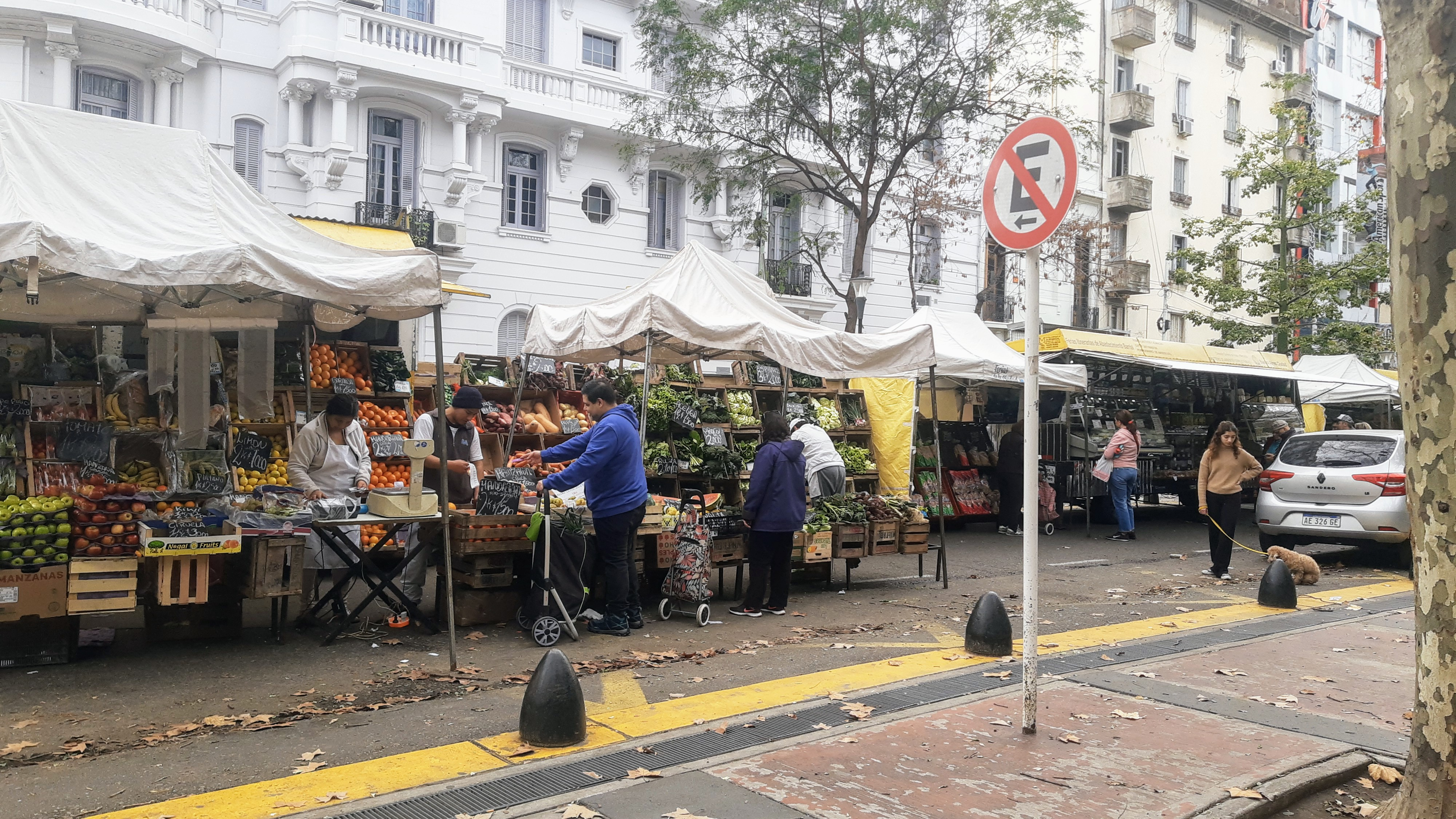
Feria itinerante en el barrio de Almagro, Buenos Aires.